# Dysschema lycaste
Espèce
Synonymes
- Euprepia lycaste Klug, 1836

Dysschema lycaste est une espèce de lépidoptères (papillons) de la famille des Erebidae et de la sous-famille des Arctiinae.